# Skunknett River Wildlife Sanctuary
Das Skunknett River Wildlife Sanctuary ist ein 147 Acres (59,5 ha) umfassendes Schutzgebiet bei Barnstable im Bundesstaat Massachusetts der Vereinigten Staaten. Es wird von der Massachusetts Audubon Society verwaltet.

## Schutzgebiet
Besuchern stehen 1 mi (1,6 km) Wanderwege entlang des namensgebenden Flusses zur Verfügung, in dem Amerikanische Aale anzutreffen sind; das Algonkin-Wort Skunknett bezeichnet einen Angelplatz für Aale. Attraktionen des Schutzgebiets sind der Natur überlassene Standorte ehemaliger Mühlen sowie ein Sumpf aus Weißen Scheinzypressen. Zudem können Nachtreiher und Fischadler beobachtet werden.